# Traugott Riechert
Traugott Karl Riechert (* 29. Oktober 1905 in Lyck; † 3. Februar 1983 in Ulm) war ein deutscher Neurochirurg und Professor an der Universität Freiburg im Breisgau.

## Leben
Der Protestant Traugott Riechert war der Sohn des August Riechert und dessen Frau Mathilde, geborene Pichler. Zunächst absolvierte er ein Studium Ophthalmologie an der Albertus-Universität Königsberg bei Arthur Birch-Hirschfeld, wo er auch zum Dr. med. promoviert wurde. Im Anschluss wechselte Riechert an die Universität Frankfurt am Main, wo er unter dem Nervenarzt und Leiter der Nervenklinik, Karl Kleist, seine Studien fortsetzte. An die Weiterbildung bei Kleist knüpfte Riechert Aufenthalte bei Wilhelm Tönnis in Würzburg und Wilhelm Löhr in Magdeburg, bevor er zum 1. Oktober 1936 die Leitung der Abteilung für operative Neurologie an dem von Kleist geführten Institut antrat. 1937 heiratete er Christa, geborene Briddigkeit. Aus der Ehe gingen zwei Kinder hervor. Mit seiner Habilitation im Jahr 1940 (Thema: zerebrale Angiographie) wirkte Riechert auch als Dozent an der Universität Frankfurt am Main, bevor er 1946 auf eine außerplanmäßige Professorenstelle an der Universität Freiburg wechselte (1949 ordentlicher Professor). In Verbindung mit Wolff, Rolf Hassler (1914–1984) und Fritz Mundinger (1924–2012) und später Wilhelm Umbach und Gabriel begründete er dort „die stereotaktische und funktionelle Neurochirurgie sowie die stereotaktische Neuronuklearmedizin (mit Mundinger) in Europa“.
Traugott Richert war Mitglied mehrerer Fach- und Standesorganisationen, darunter der Italienischen Gesellschaft für Neurochirurgie (Ehrenmitglied 1951), der Deutschen Akademie der Naturforscher Leopoldina (seit 1952), der Peruanischen Chirurgischen Akademie (Ehrenmitglied 1953) und korrespondierendes Mitglied der Neuropsiquiatra y Medicina Legal de Lima (1953).

## Auszeichnungen
- 1961 Otfrid-Foerster-Medaille
- 1981 Dr. h. c. der Medizinischen Fakultät der Universität Ulm[5]

## Traugott-Riechert-Preis
Seit 2007 verleiht die Deutsche Gesellschaft für Neurochirurgie jährlich den Traugott-Riechert-Preis. Der von der Firma Medtronic gestiftete Preis ist mit 5000 EUR dotiert und ist auf Grund seiner Stiftungsbedingungen an Forschungsprojekte zum Thema funktionelle Neurochirurgie oder ein Reisestipendium für den Nachwuchs gebunden.

### Preisträger
- 2007 Dirk Rasche
- 2008 Alireza Gharabaghi[8]
- 2009 Hans-Holger Capelle[9]
- 2010 Philipp Dammann[10]
- 2011 Lutz Weise[11]
- 2012 Mihai Manu[12]
- 2014 Götz Lütjens[13]
- 2015 Patricia Panther[14]
- 2016 Gregor Bara[15]
- 2017 Assel Saryyeva[16]
- 2020 Andrea Spyrantis[17]
- 2022 Petra Heiden[18]
- 2025 Philipp Spindler[19]

## Schriften (Auswahl)
- Die Prognose der Rauschgiftsuchten. Dissertation, Universität Königsberg (Ostpreußen) 1931.
- mit Wilhelm Tönnis, Ernst Seifert: Kopfverletzungen (=Taschenbücher des Truppenarztes. Band 2). Lehmanns, München/Berlin 1938.
- Die Arteriographie der Hirngefäße. Lehmann, München/Berlin 1943. 2. Auflage: Urban & Schwarzenberg, Berlin/München 1949.
- mit W. Umbach: Die operative Behandlung des Hydrocephalus. In: Handbuch der Neurochirurgie. Band 4/I. Springer, Berlin/Göttingen/Heidelberg 1960.
- Hypophysentumoren, Hypophysektomie. Klinik, Therapie, Ergebnisse. Mit Beiträgen von Fritz Mundinger u. a. Thieme, Stuttgart 1967.
- mit Rolf Hassler, Fritz Mundinger: Stereotaxis in Parkinson syndrome. Clinical-anatomical contributions to its pathophysiology. Springer, Berlin/Heidelberg/New York 1979, ISBN 3-540-08005-8.
- Stereotactic brain operations. Methods, clin. aspects, indications. Huber, Bern/Stuttgart/Wien 1980, ISBN 3-456-80457-1.
- Fachaufsätze, Übersetzungen und Mitherausgeber für das Archiv für Psychiatrie und Nervenkrankheiten und Neurochirurgia.